# Ла-Ривьер-де-Кор
Ла-Ривье́р-де-Кор (фр. La Rivière-de-Corps) — коммуна во Франции, находится в регионе Шампань — Арденны. Департамент — Об. Входит в состав кантона Сент-Савин. Округ коммуны — Труа.
Код INSEE коммуны — 10321.
Коммуна расположена приблизительно в 140 км к юго-востоку от Парижа, в 80 км южнее Шалон-ан-Шампани, в 5 км к западу от Труа.

## Население
Население коммуны на 2008 год составляло 2924 человека.
| 1962 | 1968 | 1975 | 1982 | 1990 | 1999 | 2008 |
| ---- | ---- | ---- | ---- | ---- | ---- | ---- |
| 698  | 952  | 1469 | 1830 | 2631 | 2952 | 2924 |

## Администрация
| Период | Период | Фамилия               | Партия      | Примечания |
| ------ | ------ | --------------------- | ----------- | ---------- |
| 1973   | 2004   | Морис Соммер          | Новый центр |            |
| 2004   | 2008   | Жорж Тевенон          | Новый центр |            |
| 2008   |        | Вероник Собле Сен-Мар | Новый центр |            |

## Экономика
В 2007 году среди 1898 человек в трудоспособном возрасте (15—64 лет) 1341 были экономически активными, 557 — неактивными (показатель активности — 70,7 %, в 1999 году было 71,5 %). Из 1341 активных работали 1255 человек (654 мужчины и 601 женщина), безработных было 86 (38 мужчин и 48 женщин). Среди 557 неактивных 196 человек были учениками или студентами, 229 — пенсионерами, 132 были неактивными по другим причинам.

## Фотогалерея

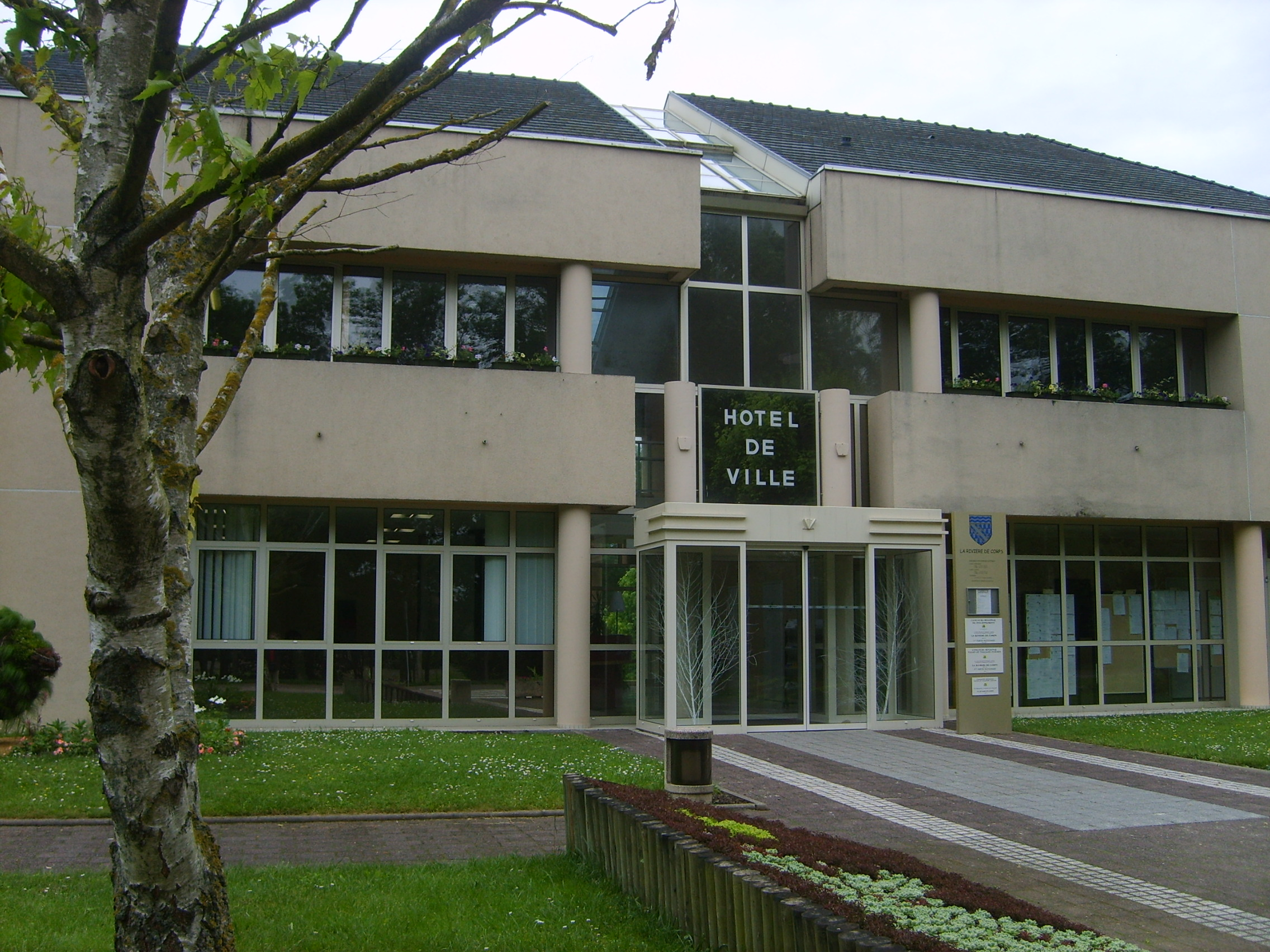
Мэрия
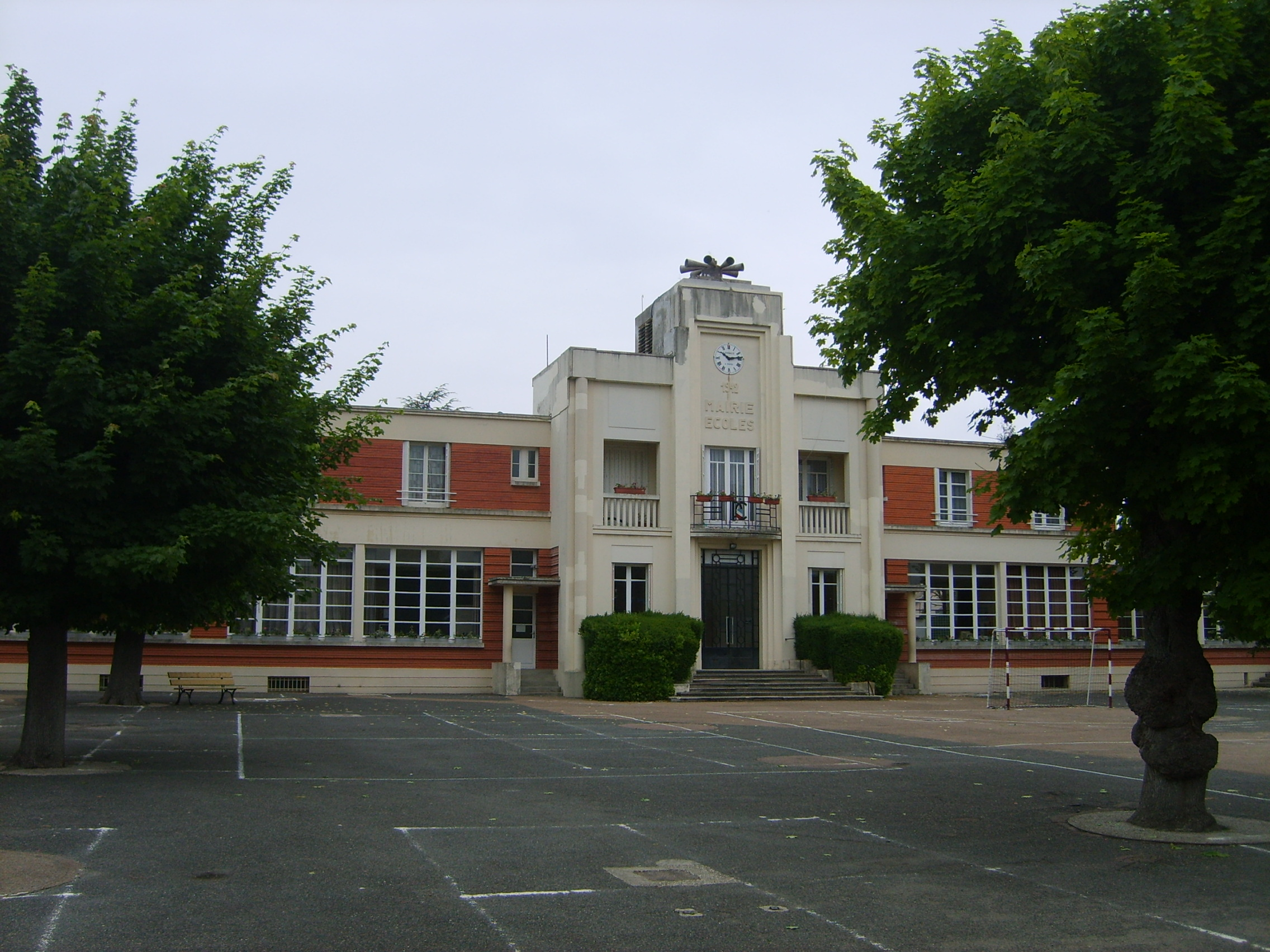
Начальная школа
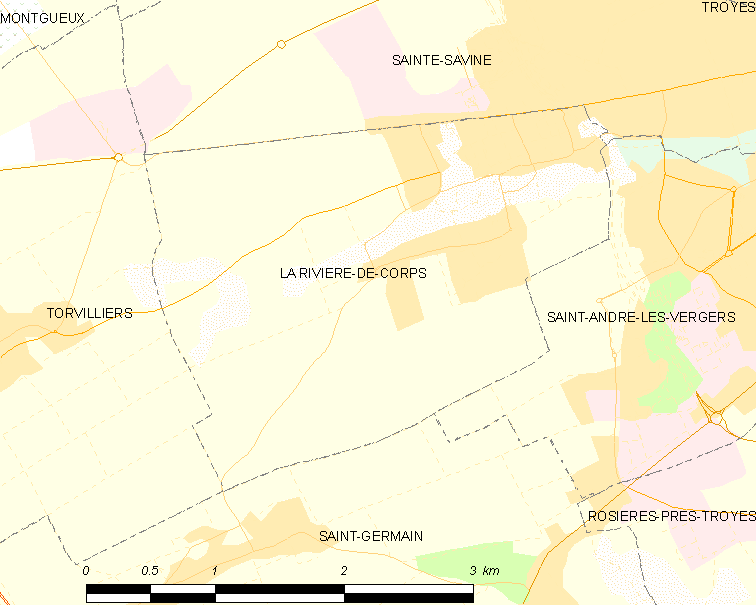
Карта коммуны